# Robert Williams Buchanan

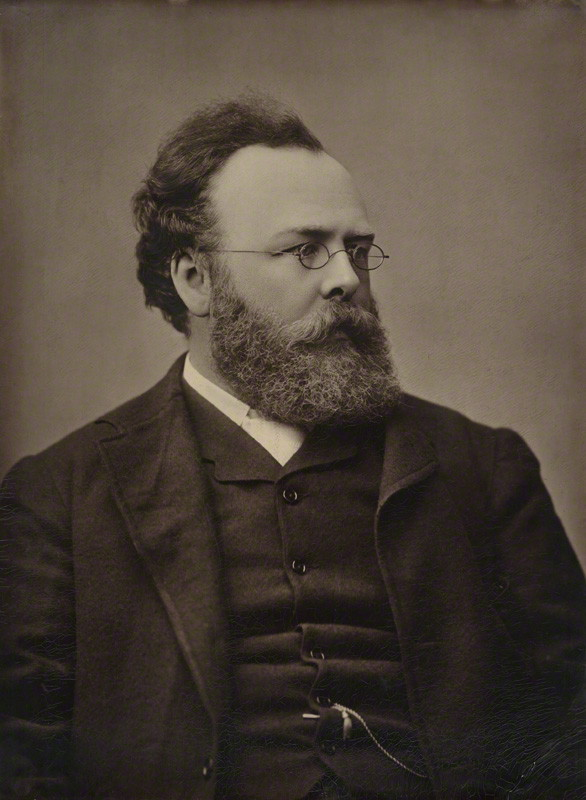
Robert Williams Buchanan

Robert Williams Buchanan (* 18. August 1841 in Caverswall, Staffordshire; † 10. Juni 1901 in Streatham) war ein schottischer Dichter, Romanautor und Dramatiker.

## Leben
Robert William Buchanan war ein Sohn des sozialistischen Autors, Lektors und Journalisten Robert Buchanan (1813–1866) und besuchte die High School sowie die Universität in Glasgow, wo der Dichter David Gray zu seinen Studienkollegen gehörte. Sein ursprünglich im Cornhill Magazine veröffentlichter Essay über Gray berichtet über ihre enge Freundschaft und ihre 1860 gemeinsam angetretene Reise nach London, um Ruhm zu suchen.
Nach mehreren Enttäuschungen trat Buchanan 1863 mit dem erfolgreichen Gedichtband Undertones (4. Auflage 1882) hervor, dem er die Idyls and legends of Inverburn (1865) und London poems (1866) folgen ließ. In demselben Jahr veröffentlichte er poetische Übertragungen aus dem Skandinavischen unter dem Titel Ballad stories of the affections (neue Ausgabe 1869). Später folgten Wayside poesies (1867), North coast, and other poems (1868) und The book of Orm: A prelude to the epic (1870), eine Studie über die Mystik.
Der Deutsch-Französische Krieg inspirierte Buchanan zur Abfassung des Werks The drama of kings (1871), dessen zweiter Teil auch selbständig unter dem Titel Napoleon fallen: a lyrical drama 1871 in zwei Auflagen erschien und dessen dritter Teil The Teuton against Paris Bismarck zum Helden hat. Treffliche Naturschilderungen und Erzählungen in Prosa finden sich in The land of Lorne (2 Bde., 1871), einer lebhaften Schilderung von Segelerfahrungen an der schottischen Westküste. Die Bühnenerfolge mit der Tragödie The witchfinder (1872) und dem Lustspiel A madcap prince (1874), die in London aufgeführt wurden, waren gering.
In einen unerfreulichen literarischen Streit verwickelte Buchanan sein im Oktober 1871 in The Contemporary Review unter dem Pseudonym Thomas Maitland veröffentlichter Artikel The fleshly school of poetry, der 1872 zu einem Pamphlet erweitert wurde. Hierin griff Buchanan den später von ihm besser gewürdigten Rossetti sowie Swinburne an. Rossetti antwortete in einem The stealthy school of criticism betitelten Brief an das Athenaeum (16. Dezember 1871) und Swinburne mit einer vernichtenden Erwiderung in der Schrift Under the microscope (1872). Später bedauerte Buchanan seine Attacke.
Ferner erschienen von Buchanan die heitere poetische Satire auf das Mormonentum St. Abe and his seven wives (anonym, 1872), Master spirits (1873), Balder the Beautiful: a song of divine death (1877), Ballads of life, love and humour (1882), The earthquake, or six days and a sabbath (1885), das Epos The city of dream (1888), The outcast: a rhyme for the time (1891), Come, live with me and be my love, an English pastoral (1892) und The wandering Jew (1893).
Auf dem Gebiet des Romans wurde Buchanan schon mit The shadow of the sword (3 Bände, 1876, deutsch Der Deserteur, Reclam-Verlag Leipzig 1901) sehr bekannt. Hier folgten u. a.:
- A childe of nature, 1879
- God and the man, 3 Bde., 1881
- The martyrdom of Madeline, 3 Bde., 1882
- Annan water, 3 Bde., 1882
- Love me forever, 1883
- The new Abelard, 3 Bde., 1884
- Foxglove Manor, 3 Bde., 1884
- Stormy waters, 3 Bde., 1885
- The master of the mine, 2 Bde., 1885
- Matt. A story of a Caravan, 1885
- The winter night, or Love’s victory, 1886
- The heir of Linne, 1888
- The moment after: a tale of the unseen, 1890 (behandelt die Unsterblichkeit der Seele)
- Effie Hetherington, 1896
- Father Anthony, 1898

Viel Popularität gewann Buchanan als Dramatiker. Großen Erfolg hatten Alone in London (mit seiner Schwägerin Harriet Jay, 1885), A nine days’ queen und Sophia (1886), ein Volksstück, das auf Fieldings Tom Jones fußt und mehrere hundert Mal hintereinander in London gespielt wurde. Ferner wurden sehr populär:
- Fascination, an improbable comedy, 1888 (verfasst mit Harriet Jay)
- Joseph’s sweetheart, 1888 (ein treffliches Bühnenstück, an Fieldings Joseph Andews angelehnt)
- Partners, 1888 (ein fünfaktiges Lustspiel nach Alphonse Daudet)
- A man’s shadow, 1889 (nach Jules Marys und Georges Grisiers Roger la Honte)
- That doctor Cupid, 1889
- Miss Tomboy (nach John Vanbrughs The relapse)

Das dramatische Gedicht The bride of love (1891) beruht auf Amor und Psyche von Apuleius. The poetical works of Robert Buchanan erschienen 1874 in drei Bänden in London sowie 1884 in einem Band. Als Complete poetical works kamen sie 1901 in zwei Bänden heraus.
Buchanan lieferte auch viele Artikelserien über Zeitfragen für Londoner Tageszeitungen, z. B. 1890 für The Daily Telegraph über das Thema Is the marriage contract eternal? Er schrieb ferner das Buch A look around literature (1887), The coming terror and other essays and letters (1891), eine Sammlung geistreicher Studien über soziale und literarische Tagesfragen, und Andromeda, idyll of the great river (1900). Er war in seinen letzten Jahren aufgrund von Fehlspekulationen verarmt und starb am 10. Juni 1901 im Alter von 59 Jahren in Streatham an den Folgen eines Schlaganfalls.

The Little Milliner (Der kleine Hutmacher)
My girl hath violet eyes and yellow hair,

A soft hand, small and fair.

A sweet fate pouting in a white straw bonnet,

A tiny foot and a little boot upon it.

And all her finery to charm the beholders -

Is the gray shawl drawn tight around her shoulders.

The plain stuff-gown and collar white as snow,

And sweet red petticoat that peeps below.

But gladly in the busy town goes she,

Summer and winter, fearing nobodie.

She pats the pavement with her fairy feet,

With fearless eyes she charms the crowded street.

The pretty shining face goes by,

Healthy and rosy, fresh from slumber sweet -

A sunbeam in the quiet morning street.

The city closed around her night and day,

But lightly, happily - she went her way.

Nothing of evil that she saw or heard,

Could touch a heart so innocently stirred.

But she was good and pure amid the strife,

By virtue of the joy that was her life.

And who shall match her with her new straw bonnet?

Her tiny foot and a little boot upon it.

Embroidered petticoat and silk gown new,

And shawl she wears as few fine ladies do.
(Aus dem Gedicht "The Little Milliner" ("Der kleine Hutmacher") von Robert Williams Buchanan)